# Cape Hickey
Hickey är en udde i Antarktis. Den ligger i Östantarktis. Nya Zeeland gör anspråk på området.
Terrängen inåt land är platt. Havet är nära Hickey åt sydost. Trakten är obefolkad. Det finns inga samhällen i närheten.